# Berejînka, Kirovohrad
Berejînka (în ucraineană Бережинка) este localitatea de reședință a comunei Berejînka din raionul Kirovohrad, regiunea Kirovohrad, Ucraina.

## Demografie
Componența lingvistică a localității Berejînka
     Ucraineană (92,84%)
     Rusă (6,44%)
     Alte limbi (0,72%)
Conform recensământului din 2001, majoritatea populației localității Berejînka era vorbitoare de ucraineană (92,84%), existând în minoritate și vorbitori de rusă (6,44%).